# Écrit ad validitatem

Un écrit ad validitatem est un écrit avec une condition de validité : si cette condition n'est pas remplie l'acte en cause risque fort d'être entaché de nullité.
Il ne faut pas le confondre avec un écrit ad probationem, qui est un écrit avec une condition de preuve ou d'opposabilité, c'est-à-dire que l'acte demeure valable mais ne pourra pas être opposé aux tiers.